# 하라노마치역
하라노마치역(일본어: 原ノ町駅)은 일본 후쿠시마현 미나미소마시 하라마치 구에 있는, 동일본 여객철도의 철도역이다.
Suica(스이카)가 도입된 철도역이며 센다이 방면(하행)으로 이용할 때만 사용 가능하다.

## 역 구조
2면 3선 구조의 지상역이다. 승강장과 역사는 과선교로 이어져 있다.

### 승강장
| 번선 | 노선     | 방향 | 행선                 | 비교               |
| ---- | -------- | ---- | -------------------- | ------------------ |
| 1    | ■ 조반선 | 하행 | 소마 · 센다이 방면   |                    |
| 2    | ■ 조반선 | 상행 | 오다카 · 나미에 방면 |                    |
| 3    | ■ 조반선 | 하행 | 소마 · 센다이 방면   | 일부 열차가 사용함 |
| 3    | ■ 조반선 | 상행 | 오다카 · 나미에 방면 | 일부 열차가 사용함 |

## 역세권 정보
- 미나미소마 시청(옛 하라마치 시청)
- 국도 제6호선
- 조반 자동차도 미나미소마 나들목
- 하라마치 화력 발전소(도호쿠 전력)

## 역사
- 1898년 4월 3일: 영업 개시.
- 1906년 11월 1일: 국유화.
- 1967년 8월 20일: 전철화.
- 1987년 4월 1일: 민영화에 따라 동일본 여객철도의 소속이 되었다.
- 2009년 3월 14일: Suica 도입.
- 2011년
  - 3월 11일: 동일본 대지진으로 영업이 중단되었다.
  - 12월 21일: 당역 ~ 소마 구간이 운행 재개.
- 2016년 7월 12일: 오다카 ~ 당역 구간의 운행을 재개.[1]

## 인접역
| 동일본 여객철도 조반선 | 동일본 여객철도 조반선 | 동일본 여객철도 조반선 |
| ---------------------- | ---------------------- | ---------------------- |
| 이와키오타 나미에 방면 | ■ 보통                 | 가시마 센다이 방면     |